# Базга (Бакау)
Базга (рум. Bazga) насеље је у Румунији у округу Бакау у општини Хорђешти. Oпштина се налази на надморској висини од 159 m.

## Становништво
Према подацима из 2002. године у насељу је живело 723 становника, од којих су сви румунске националности.